# St-Arbogast (Batzendorf)

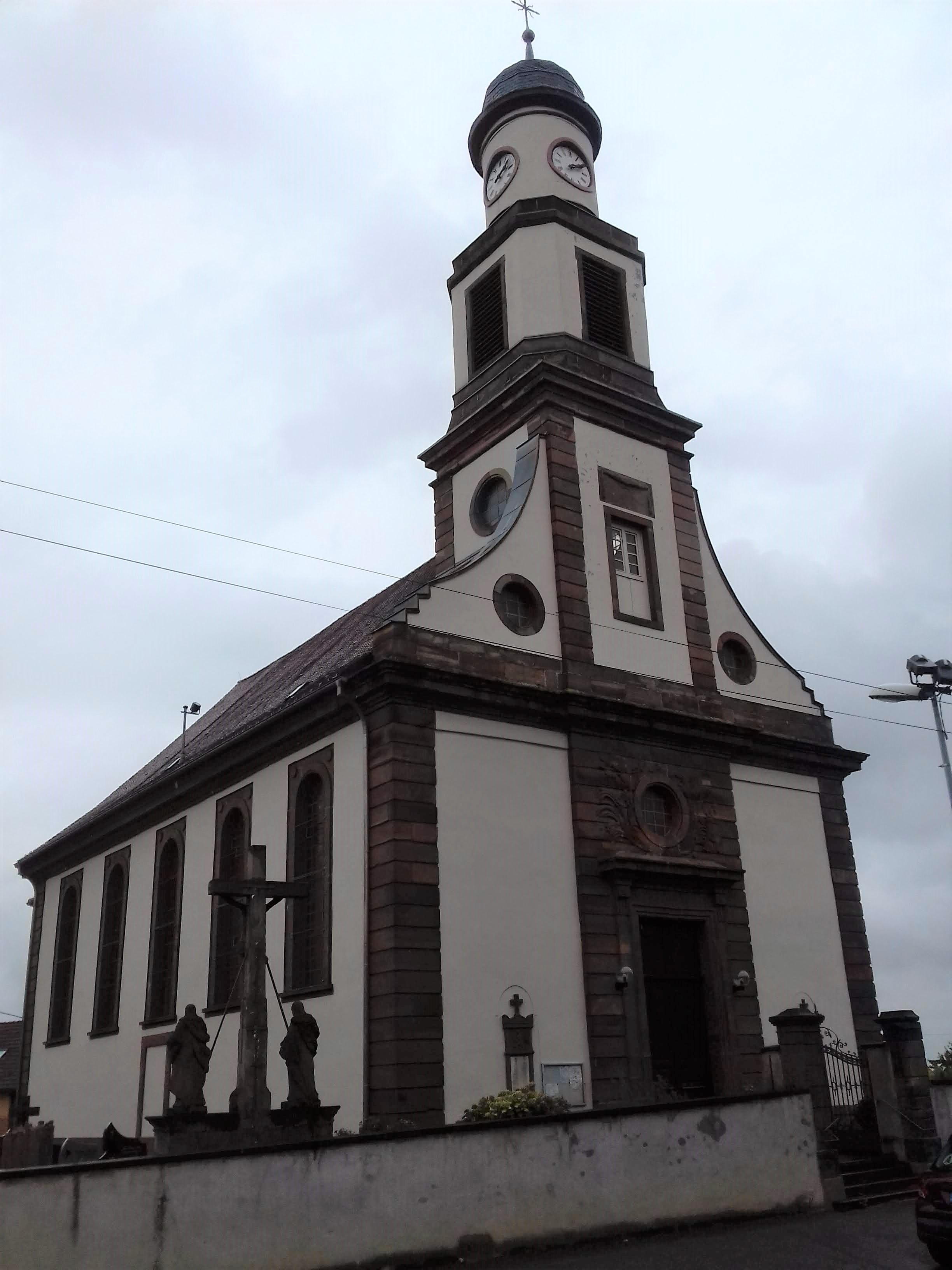
Kirche St-Arbogast

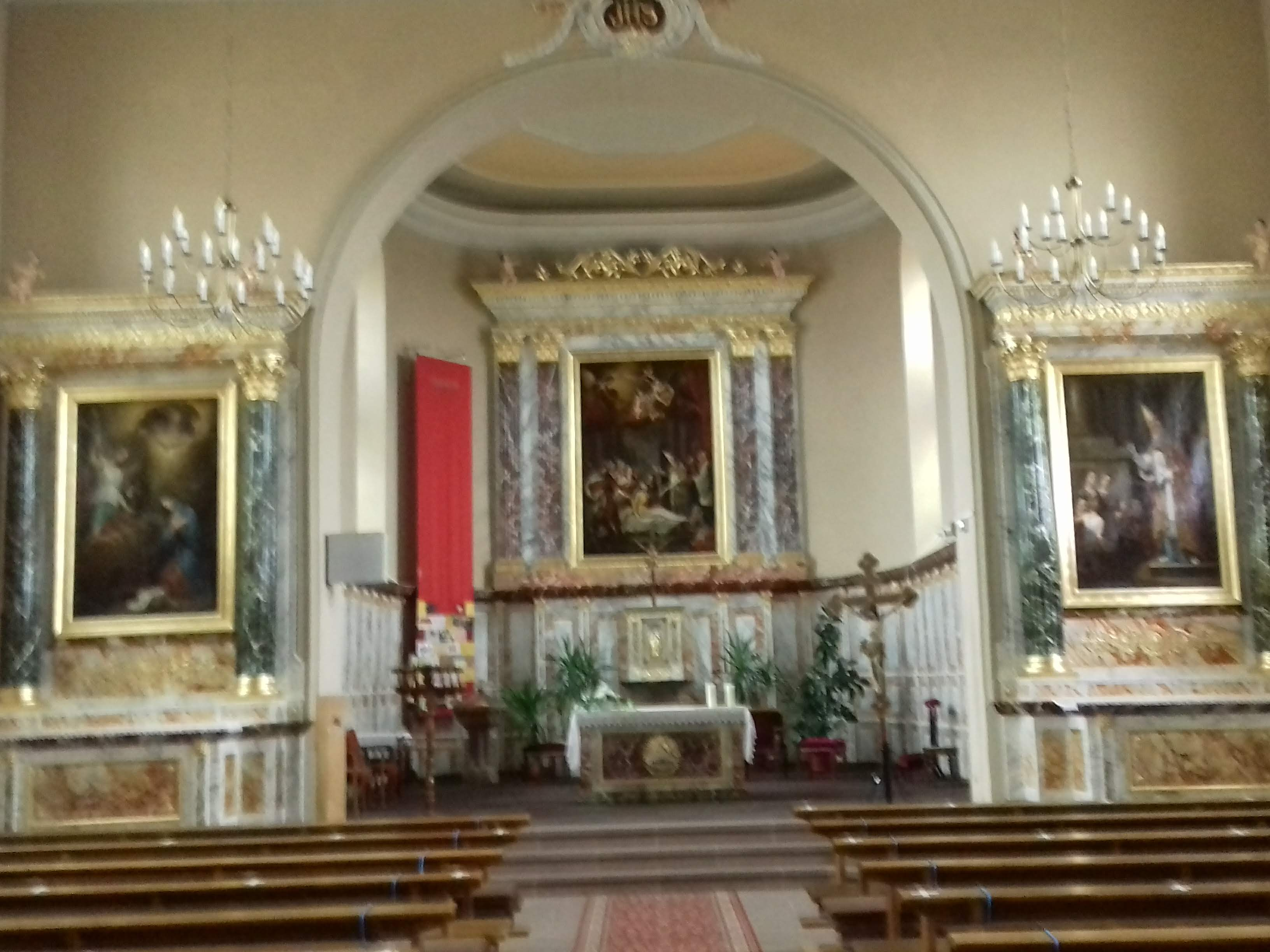
St. Arbogast innen

Saint-Arbogast ist eine römisch-katholische Pfarrkirche in der französischen Gemeinde Batzendorf im Département Bas-Rhin.

## Geschichte
Ein Chronogramm über dem Portal der dem heiligen Bischof Arbogast von Straßburg geweihten Kirche bezeichnet das Jahr 1781, im Turm ist das Jahr 1782 genannt. Der Bau wird Nicolas Alexandre Salins de Montfort zugeschrieben, dem Architekten des Bischofs von Straßburg.
Auf der Empore befindet sich eine Orgel, die Michel Stier 1840 gebaut hatte. Das Instrument wurde 1926 von Edmond-Alexandre Roethinger erneuert. Die Gemälde der Altartafeln schuf Marie-Louis-Joseph Sorg um 1833.